# 津久野站
津久野站（日语：／ Tsukuno eki */?）是一個位於大阪府堺市西區、屬於西日本旅客鐵道（JR西日本）阪和線的鐵路車站。車站編號為JR-R32。

## 車站結構
相對式月台2面2線的地面車站。

### 月台配置
| 月台 | 路線   | 方向 | 目的地                   |
| ---- | ------ | ---- | ------------------------ |
| 1    | 阪和線 | 下行 | 鳳、關西機場、和歌山方向 |
| 2    | 阪和線 | 上行 | 天王寺、大阪方向         |

## 使用情況
2017年度的1日平均上下車人次為8,641人。
近年1日平均上下車人次推移如下表｡
| 1985年（昭和60年） | 14,468 |
| 1988年（昭和63年） | 12,991 |
| 1989年（平成元年） | 12,891 |
| 1990年（平成02年） | 13,023 |
| 1991年（平成03年） | 13,099 |
| 1992年（平成04年） | 12,788 |
| 1993年（平成05年） | 12,547 |
| 1994年（平成06年） | 12,145 |
| 1995年（平成07年） | 11,902 |
| 1996年（平成08年） | 11,675 |
| 1997年（平成09年） | 11,340 |
| 1998年（平成10年） | 10,923 |
| 1999年（平成11年） | 10,453 |
| 2000年（平成12年） | 10,121 |
| 2001年（平成13年） | 9,775  |
| 2002年（平成14年） | 9,330  |
| 2003年（平成15年） | 9,136  |
| 2004年（平成16年） | 9,398  |
| 2005年（平成17年） | 9,136  |
| 2006年（平成18年） | 9,141  |
| 2007年（平成19年） | 9,145  |
| 2008年（平成20年） | 8,808  |
| 2009年（平成21年） | 8,666  |
| 2010年（平成22年） | 8,727  |
| 2011年（平成23年） | 8,506  |
| 2012年（平成24年） | 8,519  |
| 2013年（平成25年） | 8,623  |
| 2014年（平成26年） | 8,497  |
| 2015年（平成27年） | 8,890  |
| 2016年（平成28年） | 8,796  |
| 2017年（平成29年） | 8,641  |

## 相鄰車站
西日本旅客鐵道
 阪和線
■關空快速、■紀州路快速、■快速、■直通快速、■區間快速
不停此站
■普通
上野芝（JR-R31）－津久野（JR-R32）－鳳（JR-R33）

## 外部連結
- 津久野｜車站資訊：JR出門網 - 西日本旅客鐵道